# La fiebre del oro (película de 2008)

La Fiebre del oro es un documental político francés escrito y dirigido por el escritor y periodista Olivier Weber sobre los efectos sociales y medioambientales de la  búsqueda  del oro en  Amazonia en Brasil, Surinam y Guyana.
Fue premiado en el Premio Terra Festival de 2010 y nominado en 2011 por los Top 10 de las películas sobre el medio ambiente.

## Premios y festivales
- Trophée de l'Aventure[1]
- Premio Terra Festival
- Festival Étonnants Voyageurs[2]
- Festival Le Grand Bivouac
- Top 10 des films sur l'écologie.[3]